# アマゾンLab126
Amazon Lab126 (Lab126) はカリフォルニア州サニーベールに拠点を置く研究開発とハードウェア企業でAmazon.comの子会社。パームのハードウェアエンジニアリング担当の副社長だったGregg Zehrによって2004年に設立された。アマゾンの電子書籍リーダーやタブレットのKindleを開発している事で広く知られている。 

## 名前
Lab126の名前はアルファベットのA（1番目のアルファベット）からZ（26番目のアルファベット）までを示すアマゾンのロゴの矢印に由来している。

## 製品
2007年、Lab126による3年の研究開発の後、電子書籍リーダーのアマゾンKindleが発売された。Kindleの新規モデルは発売され続けており、2016年中盤の最新モデルはKindle Oasisと呼ばれる。
2011年にLab126はKindle fireタブレットを発売し、2012年にはKindle Fire HDと呼ばれる新モデルを発売した。 2013年にハイエンドタブレットであるFire HDXを発売した。
2014年にLab126はAmazon Fire TVを発売し、2014年後期には小型のFire TV  Stickを販売した。
2014年にLab126はFire Phoneを発売したが商業的に成功しなかった。
2015年に Lab126は音声コマンドデバイスのAmazon Echoを発売した。
2016年にEchoのホッケーパックサイズ版のEcho DotとEchoの持ち運び可能なバージョンのAmazon Tapを発売した。